# Hong Jin-gi
Đây là một tên người Triều Tiên, họ là Hong.
Hong Jin-Gi (tiếng Hàn: 홍진기; sinh ngày 20 tháng 10 năm 1990) là một cầu thủ bóng đá Hàn Quốc thi đấu ở vị trí trung vệ cho Busan IPark.

## Thống kê sự nghiệp câu lạc bộ
Tính đến 3 tháng 12 năm 2017
| Thành tích câu lạc bộ | Thành tích câu lạc bộ | Thành tích câu lạc bộ | Giải vô địch | Giải vô địch | Cúp     | Cúp       | Cúp Liên đoàn | Cúp Liên đoàn | Khác     | Khác      | Tổng cộng | Tổng cộng |
| Mùa giải              | Câu lạc bộ            | Giải vô địch          | Số trận      | Bàn thắng    | Số trận | Bàn thắng | Số trận       | Bàn thắng     | Số trận  | Bàn thắng | Số trận   | Bàn thắng |
| Hàn Quốc              | Hàn Quốc              | Hàn Quốc              | Giải vô địch | Giải vô địch | Cúp KFA | Cúp KFA   | Cúp Liên đoàn | Cúp Liên đoàn | Play-off | Play-off  | Tổng cộng | Tổng cộng |
| --------------------- | --------------------- | --------------------- | ------------ | ------------ | ------- | --------- | ------------- | ------------- | -------- | --------- | --------- | --------- |
| 2012                  | Jeonnam Dragons       | K League 1            | 20           | 1            | 0       | 0         | -             | -             | -        | -         | 20        | 1         |
| 2013                  | Jeonnam Dragons       | K League 1            | 30           | 2            | 0       | 0         | -             | -             | -        | -         | 30        | 2         |
| 2014                  | Jeonnam Dragons       | K League 1            | 12           | 0            | 0       | 0         | -             | -             | -        | -         | 12        | 0         |
| 2015                  | Jeonnam Dragons       | K League 1            | 6            | 0            | 1       | 0         | -             | -             | -        | -         | 7         | 0         |
| 2016                  | Jeonnam Dragons       | K League 1            | 9            | 0            | 0       | 0         | -             | -             | -        | -         | 9         | 0         |
| 2017                  | Busan IPark           | K League 2            | 6            | 2            | 2       | 0         | -             | -             | 2        | 0         | 10        | 2         |
| Tổng cộng sự nghiệp   | Tổng cộng sự nghiệp   | Tổng cộng sự nghiệp   | 83           | 5            | 3       | 0         | 0             | 0             | 2        | 0         | 88        | 5         |